# Поморске сигналне заставе

## Слова
- A(Alfa)
Имам рониоце под водом; Будите далеко од мене и полако се крећите.
- B(Bravo)
Укрцавам, искрцавам или превозим опасан терет.
- C(Charlie)
Да (потврдан одговор)
- D(Delta)
Будите далеко од мене јер тешко маневришем.
- E(Echo)
Окрећем удесно - Мењам курс удесно.
- F(Foxtrot)
Хаварисан сам; одржавајте везу са мном.
- G(Golf)
Тражим пељара - пилота. Дижем мреже (за рибарске бродове).
- H(Hotel)
 Имам пељара - пилота на броду.
- I(India)
Мењам курс улево. Идем у правцу пристаништа.
- J(Juliett))
Држите се далеко од мене. Имам пожар и опасан терет на броду.
- K(Kilo)
Желим да ступим у везу са вама. Знак позива за предају обавештења.
- L(Lima)
Одмах зауставите свој брод.
- M(Mike)
Мој брод је заустављен и не креће се кроз воду.
- N (November)
Не (негативан одговор).
- O(Oscar)
Човек у мору.
- P(Papa)
Мреже су наишле на препреку - за рибарске бродове. На копну - Сви на брод, испловљавамо.
- Q (Quebec)
Здравствено стање је добро. Тражим слободан пролаз.
- R (Romeo)
Пут је слободан поред мене, можете проћи.
- S (Sierra)
Пуном снагом крећем крмом.
- T (Tango)
Теглим уз бок, држите се даље од мене.
- U(Uniform)
Ви идете у сусрет опасности.
- V(Viktor) 
Тражим помоћ.
- W (Whiskey)
Тражим лекарску помоћ.
- X (X-ray)
Обуставите своје намере и пазите на моје сигнале.
- Y(Yankee)
Моје сидро оре.
- Z(Zulu)
Треба ми тегљач. Спуштам мреже - за рибарске бродове.

## Бројеви
| Тип заставе | 0 | 1 | 2 | 3 | 4 | 5 | 6 | 7 | 8 | 9 |
| Застава     |   |   |   |   |   |   |   |   |   |   |
| Заставица   |   |   |   |   |   |   |   |   |   |   |

## Друге заставе
|                              |                                  |                                   |                                   |                                     |
| Брза застава                 | Прва резервна - допуњена застава | Друга резервна - допуњена застава | Трећа резервна - допуњена застава | Четврта резервна - допуњена застава |
| Сједињени сигнали            |                                  |                                   |                                   |                                     |
|                              |                                  |                                   |                                   |                                     |
| ANS - Код/одговор            | PREP - Спреман                   | INT - Питање                      | NEGAT - Негација                  | DESIG - Ознака                      |
|                              |                                  |                                   |                                   |                                     |
| CORPEN - Заставица за правац | TURN - Назад                     | SCREEN - Преглед                  | SPEED - Брзина                    | STATION - Станица                   |
|                              |                                  |                                   |                                   |                                     |
| PORT - Пристаниште           | STBD - Десни бок брода           | FORM - Формација                  | DIV - Дивизија                    | SQUAD - Ескадрила                   |
|                              |                                  |                                   |                                   |                                     |
| FLOT - Флота                 | SUBDIV - Поддивизија             | EMERG - Опасност                  |                                   |                                     |

## Важни двословни сигнали опасности
NC - Ознака за несрећу
  AE - Морам да напустим свој брод - чамац
  CB - Тражим хитну помоћ
  CC - У опасности сам... (координате позиције)
  CP - Долазим вам у помоћ
  CS - Које је име вашег брода 
  CV - Не могу вам пружити помоћ 
  DX - Тонем (координате позиције) 
  IT - Имам пожар на броду
  JG - Насукан сам и у опасности 
  JM - Насукан сам али нисам у опасности
  KF - Треба ми тегљач 
  KG - Да ли вам је потребан тегљач
  KM - Могу да вас теглим 
  KN - Не могу да вас теглим 
  VC - У којем најближем месту могу добити гориво 
  AL - Имам лекара на броду 
  AN - Треба ми лекар 
  VD - Гориво можете добити у ...
  VK - Очекује се олуја из означеног смера
  XW - Желим вам угодно путовање